# فرهنگ در جمهوری آذربایجان
فرهنگ آذری‌ها  بر حسب مناطق جغرافیایی محل زندگی خود تحت نفوذ فرهنگ اسلامی-اروپایی با میراث تمدن اقوام ایرانی و مردمان ترک می‌باشد. با توجه به سلطه روسیه بر بخش‌هایی جنوبی قفقاز، آذربایجانی‌های آن خطه از فرهنگ روسی نیز بهره مند شده‌اند.

## قفقاز
آذربایجانی‌ها در قفقاز از لحاظ فرهنگی و نیز لهجه گفتاری ترکی آذربایجانی به هم وابستگی شدیدی دارند، و عموماً نیز در یک دیگر قرار می‌گیرند.

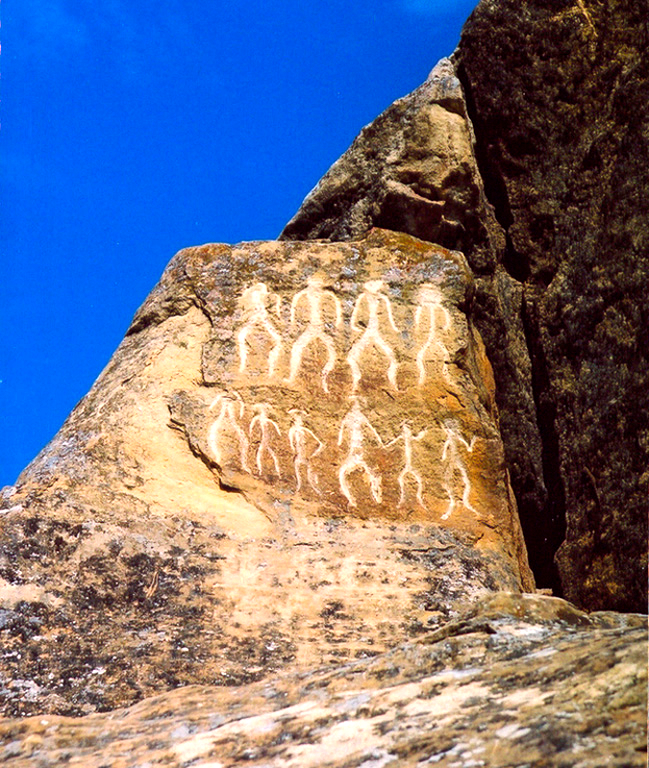
پارک ملی قبوستان با قدمت ۱۰،۰۰۰ ساله در جمهوری آذربایجان، نشان از عمق رونق فرهنگی در این منطقه می‌باشد.

### پیشینه
سابقه حضور بشر در جمهوری آذربایجان به هزاران سال قبل باز می‌گردد. کاوش‌های غار آزیخ در بخش فضولی وجود آثاری از زندگی بشر به قدمت ۳۵۰ تا ۴۰۰ هزار سال را نشان می‌دهد. سنگ‌نگاره‌های قبوستان نیز تاریخی ۱۲ هزارساله دارند.
در قرن نهم قبل از میلاد سکاها در این ناحیه‌ای که هم‌اکنون جمهوری آذربایجان نامیده می‌شود، سکنی گزیدند. به دنبال آنان مادها و سپس هخامنشیان به رهبری کوروش بر منطقه حاکم گشتند. با حمله اسکندر دوران حکمرانی حاکمان وابسته به او در منطقه آغاز شد اما در دوره‌هایی حاکمان محلی با دادن خراج حکومت‌های محلی خود را برپا می‌داشتند.

#### آلبانیای قفقاز

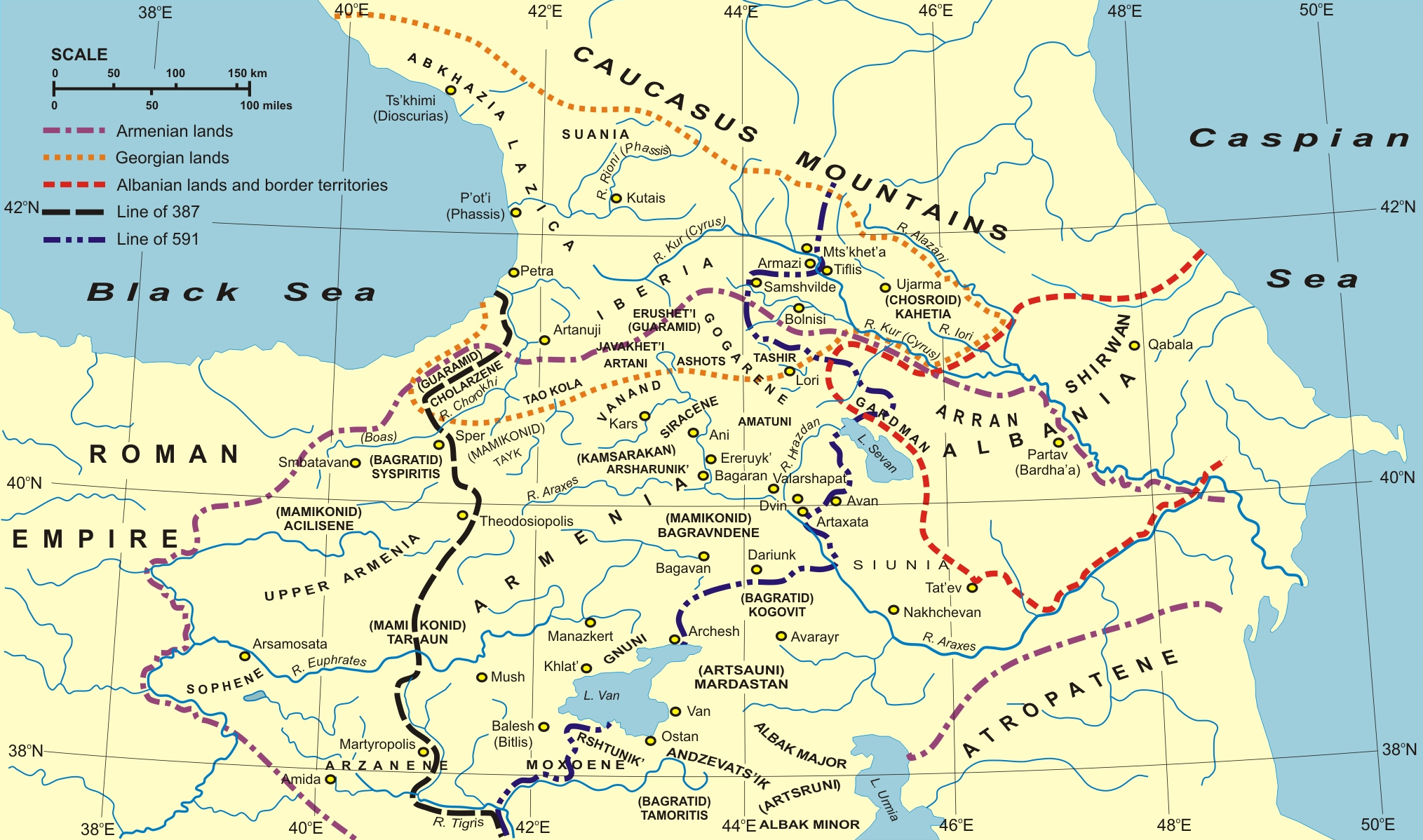
نقشه آلبانیای قفقاز (مشخص شده با حاشیه قرمز خال خال).

در فاصله قرن اول تا سوم میلادی رومیان بر این منطقه مسلط شدند و نام آن را آلبانیا نهادند در این دوران پادشاهی مسیحی آلبانیای قفقاز پدیدار شد اما در سال ۲۵۲-۲۵۳ پس از میلاد به دست شاپور اول ساسانی افتاد. کشمکش برای به دست گرفتن کنترل منطقه بین رومیها، پادشاهان ساسانی و حکام محلی ادامه داشت. و قدرت بین آن‌ها دست به دست می‌شد.

#### دوره اسلامی
در زمان ظهور اسلام سلسله مسیحی مهرانی‌ها در آلبانیای قفقاز حاکم بودند. آنان همواره توسط ترکان خزر از شمال و اعراب از جنوب مورد تهدید واقع می‌شدند. اعراب مسلمان پس از شکست دادن رومیان و ساسانیان به سوی آذربایجان لشکرکشی کردند و پس از درهم شکستن مقاومت مسیحیان به رهبری جوانشیر در سال ۶۶۷ میلادی بر این ناحیه حاکم شدند.

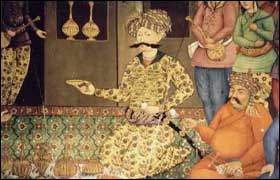
شاه عباس اول صفوی در ضیافت.

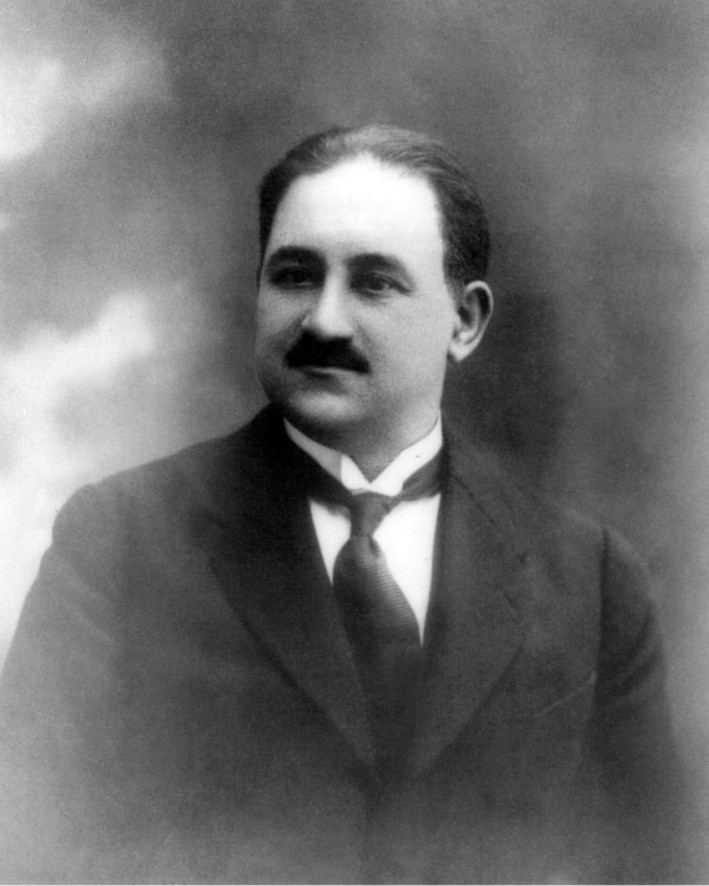
محمدامین رسولزاده اولین رئیس جمهور و مؤسس جمهوری دمکراتیک آذربایجان در سال ۱۹۱۸

پرچم جمهوری آذربایجان اولین رئیس جمهور و مؤسس جمهوری دمکراتیک آذربایجان از سال ۱۹۱۸ تاکنون

#### سلجوقیان و دولت‌های جانشین
در اوایل قرن پنجم شمسی حکومت ترک تبار غزنویان بر قسمتی از منطقه مسلط شد. بدنبال غزنویان سلجوقیان که نیز حکومتی ترک تبار بودند بر منطقه حاکم شدند

#### شروانشاهان
از اواخر قرن دوم شمسی شروانشاهان حکومت منطقه آذربایجان را در دست گرفتند. آنان با آمدن سلجوقیان نیز بر مسند قدرت باقی ماندند. چرا که به آنان خراج می‌دادند. این سلسله تا زمان انقراضش در سال ۹۱۷ خورشیدی (۹۴۵ قمری) به دست شاه تهماسب یکم صفوی، در قسمت‌هایی از آذربایجان به‌ویژه ناحیه شمال شرقی این جمهوری به صورت حاکمان محلی حکمرانی می‌کردند.

#### صفویه و ظهور تشیع
در قرن پانزده میلادی خانات محلی تحت سلطه آق قویونلوها، تا به سلطنت رسیدن شاه اسماعیل صفوی به قسمت عمده اران، شروان و قره باغ تسلط داشتند. آران و شروان (جمهوری آذربایجان) جزو اولین مناطقی بود که شاه اسماعیل یکم صفوی تحت سلطه خود در آورد. بعد از جنگ تاریخی چالدران این منطقه به اشغال ترکان عثمانی درآمد تا دو باره هشتاد سال بعد ایرانیان(شاه عباس) موفق به بازپسگیری این منطقه شدند.

#### روسیه تزار و شوروی
در قرون بعد تحت حکومت افشاریه و سپس این سرزمین در داخل حکومت قاجاریه قرار داشته که در نهایت در سال‌های ۱۱۹۳ و ۱۲۰۷ خورشیدی در پی پیمان گلستان و ترکمانچای میان ایران و روسیه از ایران جدا و به ضمیمهٔ روسیه تزاری شد.
از سال ۱۹۲۰ با پیروزی بلشویک‌ها جمهوری آذربایجان یکی از جمهوری‌های تشکیل دهنده اتحاد جماهیر شوروی سوسیالیستی بود.

#### حکومت مستقل
در آغاز قرن بیستم با رشد صنایع، تفکرات اصلاح طلبانه در آذربایجان شکل گرفت. در سال ۱۹۰۳ میلادی حزب چپگرای همت با هدف دفاع از زبان و فرهنگ آذربایجانی تشکیل شد. حزب کوچک بلشویک نیز وجود داشت که بیشتر تحت کنترل روس‌ها و ارامنه بود.
در سال ۱۹۱۲ با انشعاب در حزب همت حزب مساوات شکل گرفت. به دنبال سقوط تزارها حزب بلشویک که متشکل از ارامنه و روس‌ها بود سعی در تشکیل دولتی کمونیستی داشتند که با مخالفت مردم مسلمان و تشکیل ارتش اسلام این حرکت ناکام ماند سرانجام در روز ۱۸ می‌سال ۱۹۱۸ جمهوری آذربایجان با عنوان جمهوری دمکراتیک آذربایجان توسط محمدامین رسولزاده رهبر حزب مساوات اعلام استقلال خود اعلام کرد.
این حکومت اولین حکومت جمهوری در میان کشورهای مسلمان بود. تلاش جمهوری دمکراتیک آذربایجان برای آغاز گفتگوهای اتحاد با ایران باهجوم بلشویک‌ها ناکام ماند و این کشور نوبنیاد تنها دو سال پس از کسب استقلال تحت سلطه اتحاد جماهیر شوروی درآمد.
جمهوری آذربایجان در روز ۳۰ اوت ۱۹۹۱ در خلال فروپاشی اتحاد جماهیر شوروی اعلام استقلال نمود.

## فلات ایران و آناتولی

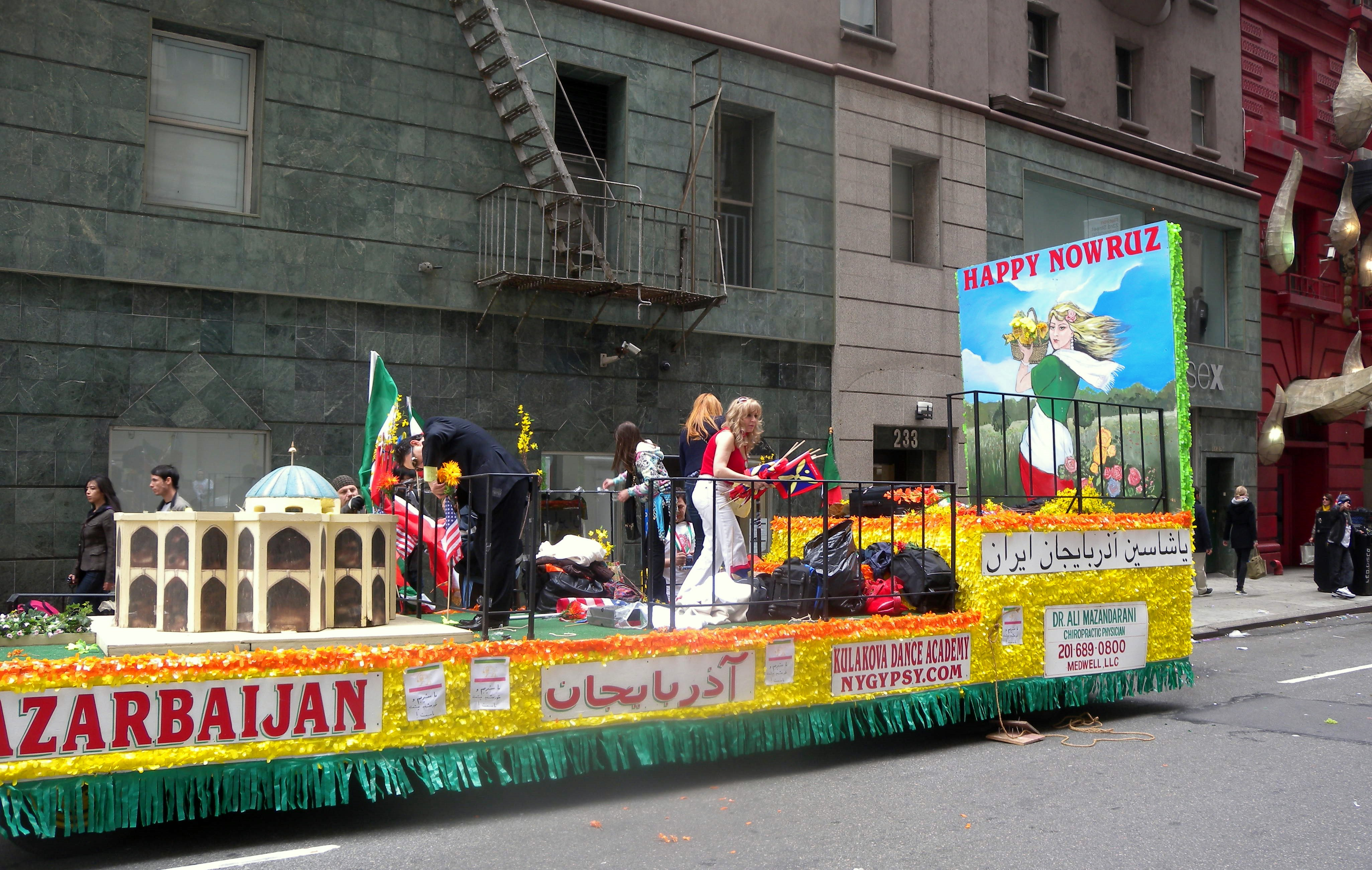
جشن نوروز در میان ایرانیان آذری در آمریکا

فرهنگ مردم آذری در فلات ایران که بیش از نیمی از کل جمعیت آذری‌ها را شامل می‌شود؛ جزء عناصر اصلی فرهنگ ایرانی که همانند فرهنگ سایر نقاط ایران و کشورهای همسایه دارای مراسمی مشترک نظیر نوروز، شب یلدا، چهارشنبه سوری، سیزده‌به‌در و... می‌باشد. در فرهنگ مردم آذری در ایران پایبندی به دین اسلام و مذهب تشیع جایگاه خاص خود را داراست. بومیان آذری اهل ترکیه در منطقه شرقی آناتولی زندگی می‌کنند که با ایرانیان آذری از لحاظ لهجه و زبان گفتاری ترکی آذربایجانی و سایر فرهنگ‌ها نظیر عید نوروز و گرامیداشت ائمه اطهار همسو شده‌اند.

### ادبیات

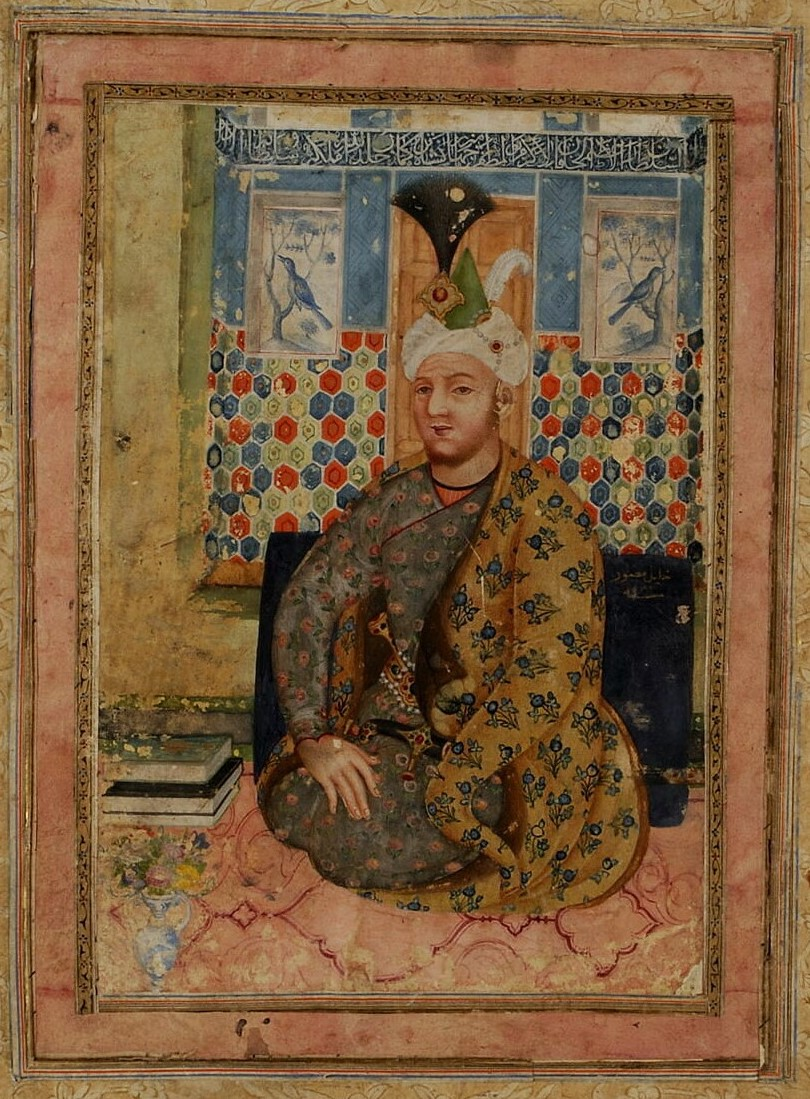
جهانشاه قراقویونلو فرمانروای مقتدر قراقویونلو با تخلص حقیقی از شاعران نامی عصر کلاسیک ادبیات آذربایجانی می‌باشد.

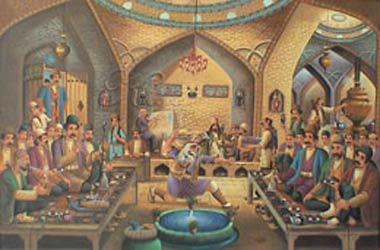
چای‌خانهٔ سنتی به سبک آذری ایرانی.

#### عصر کلاسیک
اولین شکل شناخته شده در ادبیات آذربایجانی مربوط به شیخ عزالدین پورحسن اسفراینی که یک دیوان شامل غزل فارسی و ترکی آذربایجانی سروده‌بود. غزل‌های ترکی آذربایجانی خود را تحت نام حسن‌قلی ثبت کرده‌است. در قرن چهاردهم میلادی آذربایجان، قفقاز و بخش‌های غربی ایران تحت سلطه حکومت‌های قره قویونلو و آق قویونلو بود. در دوران این حکومت‌ها شاعری چون جهانشاه قراقویونلو با تخلص حقیقی نخستین آثار ترکی آذربایجانی را در آن دوران از خود به جا گذاشته‌اند. پس از معرفی سبک دیوان ادبیات و غزل، عمادالدین نسیمی در قرن ۱۵اُم، شاعران مشهور آذربایجانی چون شاه اسماعیل خطایی ادبیات آذربایجانی را گسترش دادند.
سبک شاعران آذربایجانی در ادامه قره ۱۶اُم به سمت عاشیق‌ها رفت و قرن شانزدهم پس از تثبیت سیطره سلسله صفوی بر ایران قویاً توسعه یافت. و شاه اسماعیل یکم با تخص خطایی و بعد با پیدایش "سبک گوشما" فرزند شاه اسماعیل، شاه تهماسب و بعدتر شاه عباس دوم نیز در گسترش ادبیات آذربایجانی کوشید.قوسی تبریزی از شاعران مشهور آذربایجانی‌زبان دو نسخه از دیوان ترکی آذربایجانی از وی به جا مانده‌است و صائب تبریزی شاعر تبریزی‌تبار اهل اصفهان نیز از معروف‌ترین شاعران عصر کلاسیک می‌باشند که هفده غزل به زبان ترکی آذربایجانی سروده‌است.

#### عصر مدرن
دوران عصر مدرن ادبیات آذربایجانی مصادف بود با اواخر حکمرانی سلسله صفویه بر ایران که آن زمان موجب پیشرفت ادبیات در دوران کلاسیک شده‌بود. که پس از آن ملا پناه واقف و خسته قاسم از آخرین شاعران مشهور عهد صفویان به‌شمار می‌رفت. در دوران زندیه با حدود ۳۴ سال و افشاریان با بیش از ۶۰ سال حکمرانی، که حکومت هر دو دودمان به بیش از صد سال نینجامید، ادبیات آذربایجانی از رونق دوران صفویان برخوردار نبود و شاید بتوان از میان شاعران، نویسندگان، مترجمان، نمایش‌نامه‌نویسان تیلیم خان، حیران خانم، فاضل‌خان شیدا، عبدالرزاق دنبلی را از نامی‌ترین هنرمندان آن عصر آذربایجانی‌های ایران قلمداد کرد.
با آغاز قدرت و حکمرانی قاجارها بر ایران ادبیات آذربایجانی رونق گرفت در آن دوران علاوه بر آذربایجان و دیگر نفاط آذری‌نشین ایران که شاعران، هنرمندان، نویسندگان، نمایش‌نامه‌نویسان، طنزپردازان، مترجمان بسیاری از آن خظه بلند شدند که می‌توان به میرزا فتحعلی آخوندزاده، ثمین باغچه‌بان، جبار باغچه‌بان، سید محمدحسین شهریار، میرزا ابراهیموف، محمدباقر خلخالی، ابراهیم ذکری اردبیلی، امیرخسرو دارایی، بهار شروانی، بهشتی تبریزی،
بیضای اردبیلی، حبیب ساهر، سید باقر حری، عباسقلی یحیوی، علی فطرت، علی‌اکبر پاکزاد، غازی بوزقورت، معجز شبستری، میرجلال پاشایف، یوسف کلانتری، رضا بهاری، میرزا احمد پرغم تبریزی و... را می‌توان اشاره کرد.

#### عصر معاصر
ادبیات آذربایجانی در عصر معاصر که مصادف با انحلال دودمان قاجار و آغاز حکمرانی رضاخان بود، به سستی گرایید، که دلایل مهمی چون یکسان‌سازی فرهنگی در ایران معاصر و ممنوعیت استفاده و نشر زبان ترکی آذربایجانی می‌تواند مزید بر علت باشد. ولی پس از انقلاب ایران همچنان استفاده و آموزش زبان ترکی آذربایجانی ممنوع می‌باشد ولی مجوز چاپ و نشر به زبان ترکی آذربایجانی داده می‌شود. با این حال می‌توان به هنرمندانی در نیم قرن اخیر در زمینه شعر، نویسندگی، نمایش‌نامه‌نویسی و... نظیر صمد بهرنگی، دده کاتیب، دخیل مراغه‌ای، رحیم منزوی اردبیلی، سعید سلماسی، عارف اردبیلی، علی تبریزلی، کریمی مراغه‌ای، یحیی شیدا، یدالله مفتون امینی، ناصر منظوری، علی ناظم، و... را می‌توان اشاره کرد.
دده قورقود، کوراوغلو، اصلی و کرم، حیدربابایه سلام و... جزء ادبیات فاخر آذربایجانی به‌شمار می‌روند.

### ادبیات شفاهی
ادبیات شفاهی مردم آذربایجان به قسمتی از ادبیات مردم آذربایجانی، باورهای عامه، افسانه‌ها، داستان‌ها، موسیقی، ضرب‌المثل‌ها و رسوم‌های دهان به دهان یا سینه به سینه یا نسل به نسل از نسل‌های گذشته بجا مانده گفته می‌شود. بایاتی از رایج‌ترین فرم شعر فولکولوریک یا همان ادبیات شفاهی مردم آذری محسوب می‌شود.
ادبیات شفاهی آذربایجانی را می‌توان به سه دسته تقسیم‌بندی کرد:
- داستان‌های حماسی مخلوط با عشق‌های پهلوانی، دلاوری‌ها، مبارزه با پادشاهان، خوانین و فئودال مانند کوراوغلو و دده قورقود
- افسانه‌های صرفاً عاشقانه نظیر اصلی و کرم، عاشیق غریب و طاهر میرزا
- افسانه‌هایی که برای بچه‌ها و نوه‌ها در شب‌های دراز زمستان، پای کرسی برای سرگرمی و فرورفتن در خواب شیرین

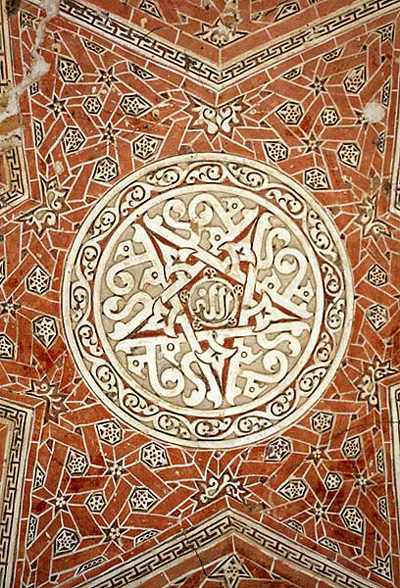
نمای داخلی گنبد سلطانیه از مشهورترین معماری‌های ایرانی به شیوه آذری

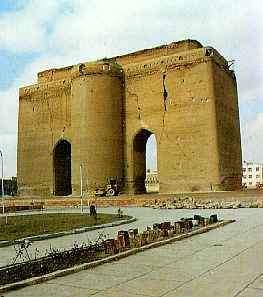
نمای بیرونی ارگ تبریز از مشهورترین معماری‌های ایرانی به شیوه آذری

### معماری
شیوه معماری آذری، سبکی در معماری ایرانی پس از اسلام، منسوب به آذربایجان مقارن با دورهٔ حکومت ایلخانان بر ایران است. که آثاری فاخر از این شیوه معماری در ایران و کشورهای همسایه برجای مانده‌است، از مهم‌ترین شیوه‌های معماری آذری منسوب به شهرهای ایرانیان آذری می‌توان از گنبد سلطانیه و ارگ تبریز نام برد.

#### گنبد سلطانیه
گنبد سلطانیه مقبرهٔ اُلجایتو است که در ۱۳۰۲ تا ۱۳۱۲ در شهر سلطانیه، پایتخت ایلخانیان ساخته شد و از آثار مهم معماری ایرانی و اسلامی از شیوه معماری آذری به‌شمار می‌رود. که جزء میراث جهانی یونسکو به ثبت رسیده‌است.
این بنا مسجدی است بسیار زیبا از حیث معماری و تزیین و بزرگی در دنیا مشهور است. گنبد مزبور در پنج فرسخی سمت شرقی شهر زنجان در داخل باروی شهر قدیم سلطانیه قرار گرفته و بنایی است هشت ضلعی که طول هر ضلع آن ۸۰ گز است. هشت مناره نیز در اطراف گنبد دارد. و قدیمی‌ترین گنبد دوپوش موجود در ایران است. رنگ گنبد آبی است. بر روی این اضلاع گنبد بلندی قرار گرفته که ارتفاع آن را ۱۲۰ گز نوشته‌اند. در قسمت بالایی آن ساختمان دور تا دور اتاق‌ها و غرفه‌ها ساخته‌اند. خود گنبد از کاشی‌های فیروزه‌ای رنگ پوشیده و سقف داخل اتاق‌های بالا با گچ‌بری‌ها و آجرهای رنگارنگ تزیین یافته‌است. در حاشیه طاق‌ها آیات قرآنی واسماالله با خط جلی نوشته شده‌است. حکاکی‌هایی در آجرهای دیوارها و سقف‌های رنگین بنا نیز دیده می‌شود.

#### ارگ تبریز
ارگ تبریز نام یک بنای تاریخی در تبریز که در عصر ایلخانی ساخته شده‌است. سبک معماری این بنا به شیوه آذری و معمار آن استاد فلکی تبریزی ذکر شده‌است. این ارگ یکی از بلندترین دیوارهای تاریخی کشور و نماد شهر تبریز است. این ارگ در مرکز شهر تبریز، در ضلع جنوبی تقاطع خیابان امام خمینی و فردوسی قرار دارد و امروزه فضای پیرامون آن برای برگزاری نماز جمعه مورد استفاده قرار می‌گیرد و مصلای بزرگ تبریز در این مکان احداث شده‌است.
ارگ تبریز توسط خواجه تاج‌الدین علی‌شاه بنا شده‌است. این بنا بر اثر زمین‌لرزه و گذر زمان تا حدودی تخریب شده‌است. در محوطهٔ ارگ، آثار تاریخی ارزشمندی همچون «مدرسهٔ نجات» که به‌عنوان یکی از نخستین مدارس ایران به‌شمار می‌رفت و نیز «سالن تئاتر شیر و خورشید» قرار داشت که پس از شروع برنامهٔ تخریب و تبدیل ارگ تبریز به مصلای بزرگ تبریز از سال ۱۳۶۰ و در زمان امامت جمعهٔ آیت‌الله ملکوتی، بخش اعظمی از ارگ توسط جهاد سازندگی با بولدوزر و مواد منفجره ویران شده‌است.
ارگ تبریز و محوطهٔ باستانی آن در ۱۵ دی ۱۳۱۰ خورشیدی به شمارهٔ ۱۷۰ در فهرست آثار ملی ایران به‌ثبت رسیده‌است و نقشهٔ حریم استحفاظی قانونی و ظوابط حفاظتی آن در نشست ۲۹ خرداد ۱۳۵۷ شورای حفاظت آثار تاریخی ادارهٔ کل حفاظت آثار تاریخی مشخص و مورد تأیید اعضا قرار گرفته‌است.
امروزه تنها بخشی از دیوارهای عظیم و محراب بسیار بلند شبستان جنوبی این مسجد برجای مانده‌است که خود موید شکوه و آبادانی آن در گذشته‌است. دیوارهای موجود در حقیقت تشکیل‌دهندهٔ ایوان تاق‌پوش و حمال تاقی استوانه‌ای عظیمی بوده‌است که فضای به‌وجودآمده به‌عنوان شبستان و عنصبر اصلی مسجد علی‌شاه به‌شمار می‌رفته‌است. بقایای موجود بنا، حکایت از یک ایوان به‌عرض ۳۰٬۱۵ متر و جرز و دیواهای کناری به ضخامت ۱۰٬۴۰ متر و پی‌ها و فونداسیونی ژرف و حجیم متناسب سازه‌های فوقانی و ارتفاع احتمالی بنا تا خط آغاز طاق استوانه‌ای ۲۵ متر (البته دقت رد تناسب سازه‌های اثر ۳۶ متر صحیح به‌نظر می‌رسد) بوده‌است.

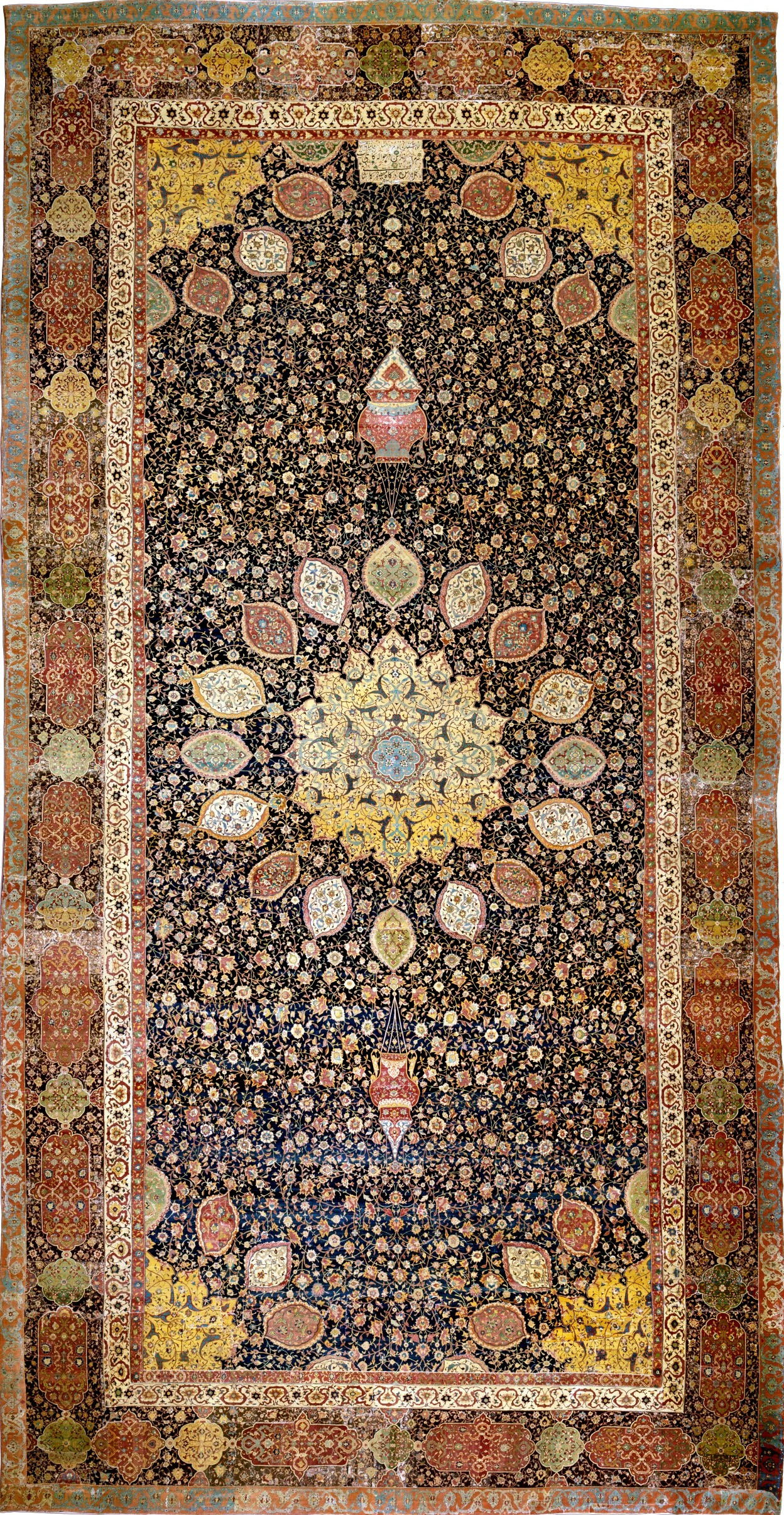
قالی اردبیل از بهترین و نفیس‌ترین قالی‌های ایرانی

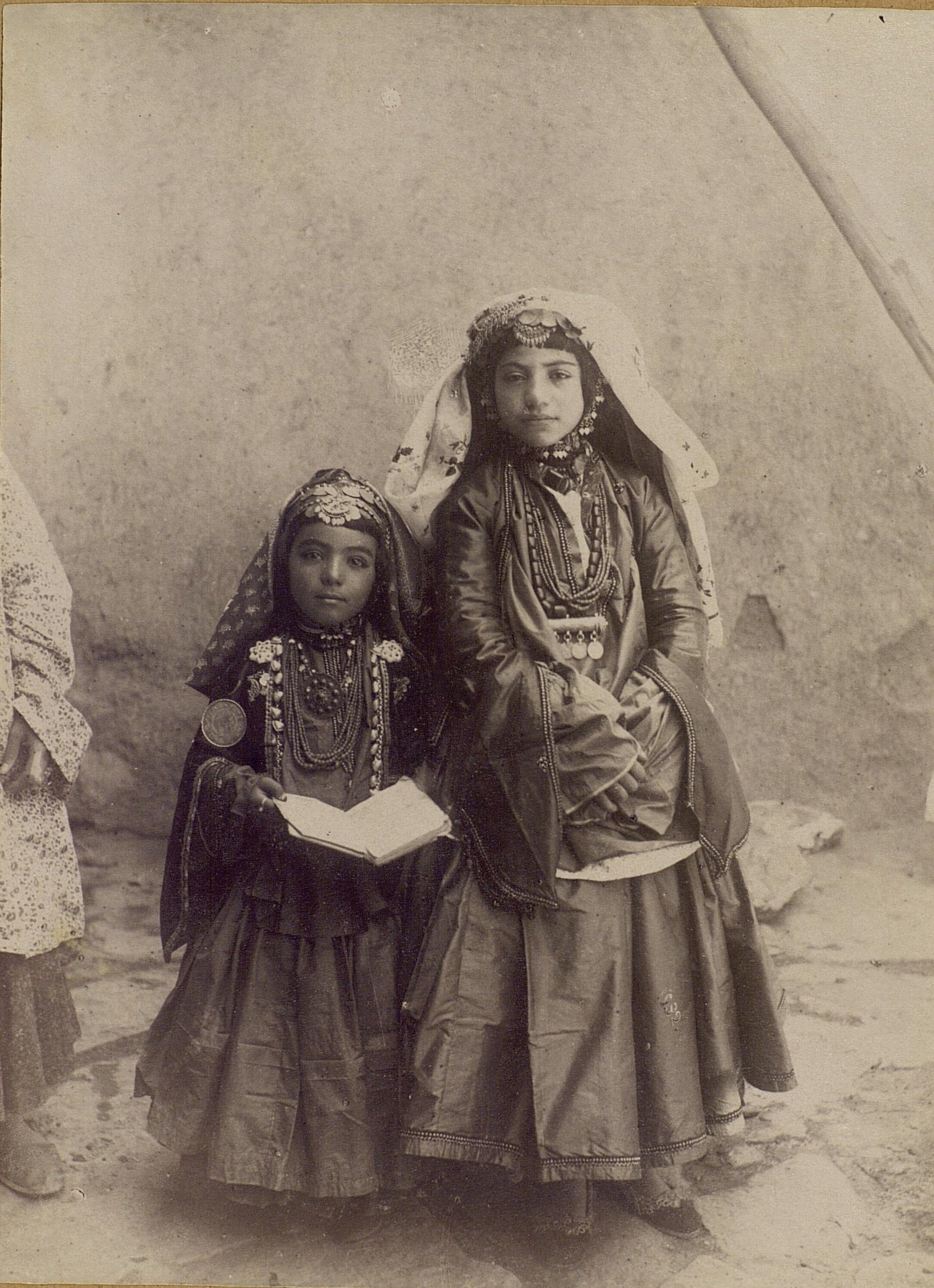
دخترانی از ایل شاهسون با لباس آذربایجانی؛ قرن ۱۹ در ایران

### هنر
هنر آذربایجانی جزء غنی‌ترین هنرهای ایرانی که در میان مردم آذری رایج می‌باشد، گفته می‌شود. هنر آذربایجانی در طول تاریخ ایران توسعه یافته‌است. آذربایجانی‌ها، دارای فرهنگ غنی و متمایز، که یک بخش عمده‌ای از هنر تزئینی و کاربردی را ایجاد کرده‌است. این شکل از هنر ریشه در دوران باستان دارد که طیف گسترده‌ای از صنایع دستی، مانند طلا و جواهر، حکاکی فلز، قالی‌بافی، قلاب‌دوزی، خوشنویسی و نگارگری نشان داده شده‌است.

#### قالی تبریز
قالی تبریز یکی از انواع قالی‌های ایرانی است. این قالی در شهر تبریز بافته می‌شود. این شهر یکی از مهم‌ترین مراکز بافت قالی در ایران است و قالی‌های بافت آن از تنوع و گوناگونی بسیاری برخوردارند.
هم‌اکنون ۴۰ درصد صادرات قالی ایرانی از طریق استان آذربایجان شرقی صورت می‌گیرد. اوج هنر قالی تبریز مربوط به سده‌های دوزادهم تا شانزدهم میلادی بوده‌است. شکل‌گیری ۲۰۰ شاهکار هنری قالی تبریز با ادغام هماهنگ هنرهای بافندگی و نگارگری ایرانی در طی ۱۴ سده، سطح بالای هنر بافندگان قالی را در این شهر به عرصهٔ نمایش گذاشته و مکتب کلاسیک تبریز بنیان نهاده شد. این مکتب به ۲ زیرشاخهٔ اصلی تبریز و اردبیل تقسیم می‌شود.

#### قالی اردبیل
قالی اردبیل نیز یکی از فاخرترین نمونه‌های هنر آذربایجانی از هنرهای تاریخی قالی ایرانی می‌باشد. این قالی از نظر طرح و بافت یکی از نفیس‌ترین و مشهورترین قالی‌های جهان است و هسته مرکزی گروه قالی‌های ترنجدان است. این فرش زیبای بافته‌شده در اردبیل در فهرست ۵۰ شاهکار هنری برگزیده جهان، در مکان بیست‌ونهم است. قالی اردبیل در حال حاضر در موزهٔ ویکتوریا و آلبرت بریتانیا نگهداری می‌شود

#### قالی هریس
قالی هریس گونه‌ای قالی ایرانی از صنایع دستی همین خطه آذربایجان است که امروزه و در گذشته تولید می‌شده‌است. قالی هریس اثر خطوط شکسته و رنگ و طرح فرش هریس، حکایتی ایست از ورای درخشش صدها نقش و نگار چشم‌نواز، که بی تابانه حکایت عشق را در محراب هنر نجوا می‌کند، و هریس آذربایجان، این گهواره قالی بافی، که در هر گوشه ایی از آن، دل عاشق طراحی یا سر انگشتان بافنده ایی سبب آفرینش هنر زرین می‌شود که چشم و دل هر بیننده ایی را ارضا و عاشق خود می‌کند.

### لباس
لباس آذربایجانی یا لباس سنتی آذربایجانی که از فرایندهای طولانی فرهنگ، دین و... مردمان آذربایجانی پدید آمده‌است. و از نشانه‌های خاص اهالی آذربایجانی می‌باشد.

### موسیقی
موسیقی آذربایجانی به موسیقی سنتی مردمان آذربایجانی گفته می‌شود. هنرمندان آذربایجانی با خلاقیت خود، موسیقی منحصربه‌فردی را می‌آفرینند. کسانی که این نوع موسیقی را به‌همراه سروده‌های خود بهزبان ترکی آذربایجانی می‌خوانند، عاشیق خوانده می‌شوند. عاشیق‌ها در وصف آذربایجان و دلاوری‌های بزرگان آن، در مراسم جشن و عزاداری، سروده‌های زیبایی را به‌همراه موسیقی آذربایجانی می‌خوانند و مورد توجه مردم قرار می‌گیرند. از مهم‌ترین گونه‌های موسیقی آذربایجانی می‌توان به موسیقی میخانه‌ای، هنر اجرای آذربایجانی تار، بالابان، ناقارا، باغلاما و گارمان اشاره کرد.

#### عاشیق
عاشیق‌ها نوازندگان و آوازخوانانی هستند که در مناطق آذری‌نشین ایران هنرنمایی می‌کنند، عاشیق‌های آذربایجان وارث یکی از غنی‌ترین بخش‌های ادبیات و فرهنگ شفاهی آسیا هستند. از مشهورترین عاشیق‌های ایرانی می‌توان از خسته قاسم هنرمند توانای فولکور آذربایجانی نام برد. معروف‌ترین داستان‌های عاشیق‌ها نیز کوراوغلو، اصلی و کرم، دده قورقود، عاشیق غریب و طاهر میرزا نام برد.
عاشیق‌ها در فرهنگ مردم آذری جایگاه ویژه‌ای به‌دلیل نقش آن‌ها در انتقال فرهنگ و ادبیات شفاهی مردم دارند. عاشیق در گذشته نقش بسیار بااهمیتی در فرهنگ ترکی داشته‌است. اسم قدیمی عاشیق، «اوزان» بوده‌است.

#### موسیقی همدان
عاشیق در استان همدان عموماً به شخصی گفته می‌شود که نوازنده چگور است و در حین نواختن، به خواندن و نقل داستان می‌پردازد. غیر از نوازندگان چگور که غالب عاشق‌های این استان را تشکیل می‌دهند، به نوازندگان تار که داستان نقل می‌کنند نیز عاشق گفته می‌شود.
عاشیق‌های همدان از دیرباز در زنده نگاه داشتن موسیقی بومی این ناحیه کوشیده‌اند. ساز اصلی عاشیقها چگور است که بازمانده ساز کهن «چونگور» است. تعدادی انگشت شمار نیز در نواختن کمانچه مهارت دارند و در دهه‌های اخیر تعدادی نیز به نواختن تار فارسی و ویولون روی آورده‌اند. بالابان و نی فلزی نیز کمابیش در میان نوازندگان محلی رایج بوده‌است. بیشترین کاربرد موسیقی ترکی همدان در نقل داستان بوده‌است.

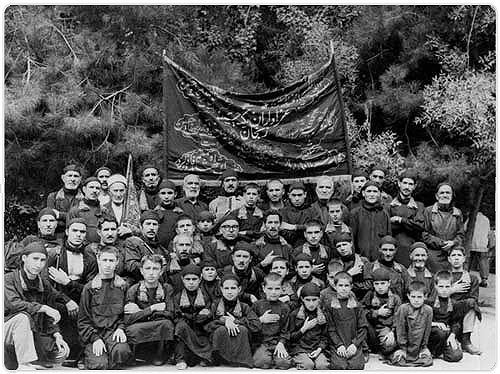
حسینیه اعظم زنجان یکی از بزرگترین مراکز مذهبی جهان تشیع

### دین
مردم آذری در ایران که عمدتاً سکونتگاه آنان منطقه شمالغرب کشور شامل آذربایجان و زنجان می‌باشد، پیرو دین اسلام و مذهب شیعه اثنی عشری می‌باشند، قوم آذری در ایران از متعصب‌ترین پیروان مذهب تشیع به‌شمار می‌رود. قمه‌زنی نیز توسط ترک‌های آذربایجانی به سایر اقوام و بلاد منتقل شده‌است
در تمامی شهرهای آذری‌های ایرانی مراسمی چون طشت‌گذاری، سینه‌زنی، زنجیرزنی، شام غریبان، شبیه خوانی و مرثیه، روضه، نوحه خوانی به زبان ترکی رواج دارد، مردم آذری در ایران به هنگام مهاجرت به سایر کلانشهرهای بزرگ کشور نظیر تهران و مشهد پایبندی خود به مذهب تشیع و برپایی منظم عزاداری‌های منحصر به فردشان را فراموش نمی‌کنند.

### تئاتر
تئاتر آذربایجانی عنصر خلاقیت و از هنرهای مردمان آذربایجانی به‌شمار می‌رود. تئاتر ملی آذربایجانی در نیمه دوم قرن ۱۹اُم، بر اساس یک کمدی توسط میرزا فتحعلی آخوندزاده، اولین نمایشنامه نویس، متفکر برجسته و فیلسوف آذربایجانی سرچشمه گرفته بود. از دیرباز معروف‌ترین گروه‌های تئاتر در تبریز اجرا می‌شده‌است. امروزه سرشناس‌ترین گروه‌های هنری تئاتر آذربایجانی متعلق به گروه هنری بابک توسط بابک نهرین انجام می‌گیرد. آرشین مال آلان از مهم‌ترین گونه‌های تئاتر آذربایجانی است که در ایران اجرا شده‌است.

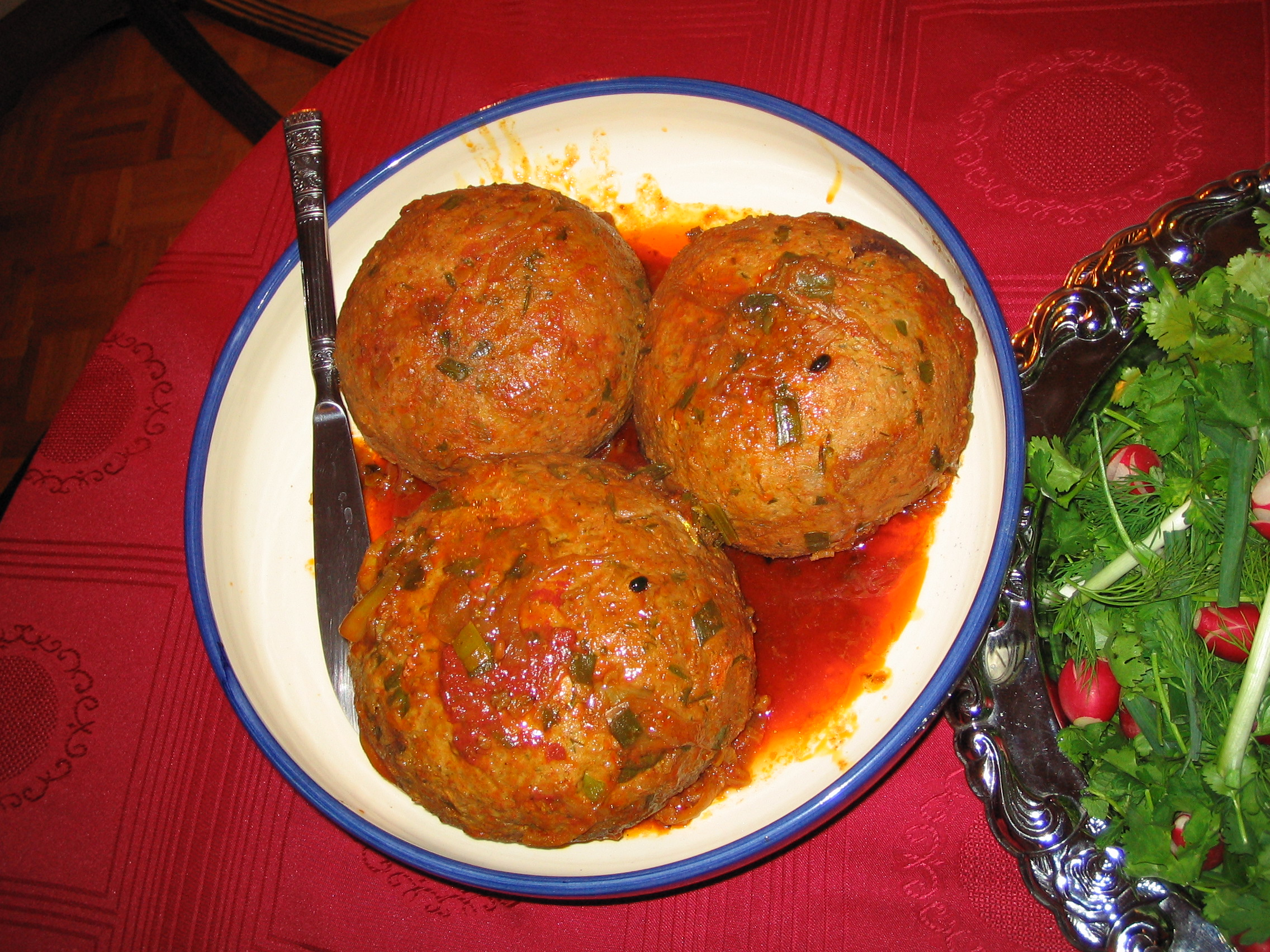
کوفته تبریزی یکی از بهترین، خوش طعم‌ترین و مشهورترین گونه‌های آشپزی آذربایجانی

### رقص
رقص‌های آذربایجانی، رقص فولکلور، قدیمی و ملودیک مردم آذربایجانی است. که در انواع گوناگون توسط رقاص‌های مرد و زن در مجالس و جشنواره‌های مختلفی چون عروسی در میان آذربایجانی‌های ایران رواج دارد.

### آشپزی
آشپزی آذربایجانی یکی از بهترین و خوش طعم‌ترین نوع آشپزی در ایران به‌شمار می‌رود، در آشپزی آذربایجانی غذاهایی چون کوفته تبریزی، قورمه سبزی، دلمه، پیتی، انواع خورش، کله‌پاچه، باسترما، کباب، کباب چنجه، تخم‌مرغ سیب‌زمینی، قابلی، خورش آذربایجان، جئز بئز، کباب مخصوص بناب، خورش هویج، سایر خوراک‌ها و چاشنی‌هایی نظیر آش‌های تبریزی، خشیل، دویمه نج، باسلوق، قرابیه، نوقا، راحت‌الحلقوم، ترخینه، باقلوا، رشته‌ختایی، باقلا پخته، قورقا، اریس، نخود پخته و آش دوغ رایج است.